# PSoC

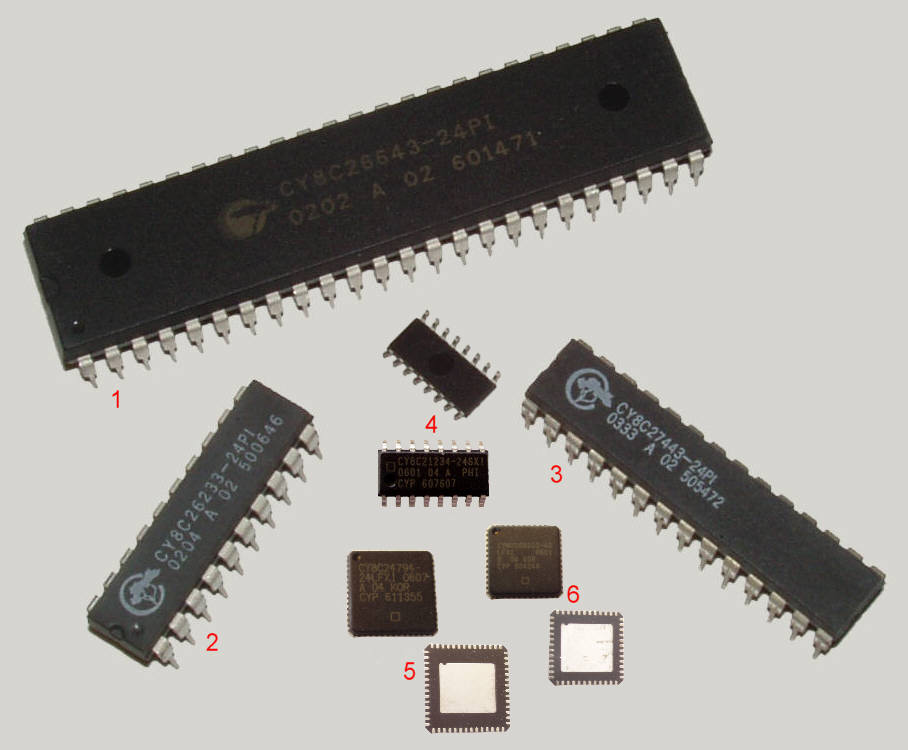
PSoC microcontrollore

PSoC è la sigla di Programmable System on Chip, ovvero chip che integrano un microcontrollore e dei componenti analogici e digitali a logica programmabile. In questo modo è possibile avere in un singolo chip tutto il necessario per svolgere compiti complessi.

## Descrizione
Come per i loro stretti parenti FPGA (i quali sono però limitati ai soli componenti digitali), gli strumenti di sviluppo disponibili permettono di programmare il chip come se si stesse procedendo al disegno di un circuito elettronico, collegando tra loro amplificatori, convertitori, ADC e DAC, filtri, comparatori e quant'altro necessario.
Una volta programmato, il chip si comporta come se fosse un componente hardware a tutti gli effetti. Inoltre, la presenza del microcontrollore permette di integrare una logica sequenziale ed eventualmente anche di riprogrammare le funzioni hardware. Tutto questo apre le porte ad una nuova serie di dispositivi hardware autoriconfiguranti, sancendo di fatto la nascita di un nuovo settore dell'elettronica.